# Monastère Saint-Paul (mont Athos)
Le monastère (de) Saint-Paul (en grec moderne : Μονή Αγίου Παύλου, Moní Ayíou Pávlou) est un des vingt monastères orthodoxes de la communauté monastique du mont Athos, dont il occupe la 14e place dans le classement hiérarchique.
Situé au sud-ouest de la péninsule, il est dédié à la Présentation du Christ au Temple (Chandeleur), fête votive le 2 février (15 février).
En 1990, il comptait 91 moines.

## Histoire
Le monastère remonte au moins au Xe siècle. Il fut totalement rénové au XIVe siècle par le prince moine serbe Nikola Radonja.

## Reliquaire des rois mages
Le monastère conserve un reliquaire réputé contenir des présents offerts par les rois mages à l'Enfant Jésus. Ils se composent de vingt-huit plaquettes ouvragées d'or et de soixante-dix boules d'encens et de myrrhe. Conservés par la Vierge Marie durant toute sa vie, ils auraient été transportés à Constantinople à la fin du IVe siècle par l'empereur Flavius Arcadius, puis offerts au monastère en 1470 par la princesse Mara Branković.  